# Cecidomyia elegans
Espèce
Cecidomyia elegans est une espèce d'insectes de l'ordre des diptères, du sous-ordre des nématocères et de la famille des Cecidomyiidae. Elle est trouvée en Allemagne.
Note: Il existe un homonyme : Cecidomyia elegans Walker, 1856, qui est un synonyme de Cecidomyia concinna (Walker, 1856).